# Казахстанські залізниці
АТ «Національна компанія „Қазақстан темір жолы“» (АТ НК «КТЖ») — національна залізнична компанія Казахстану. На балансі компанії знаходиться залізнична мережа Казахстану.
Республіка Казахстан володіє розгалуженою мережею залізниць загальною протяжністю близько 14 тисяч кілометрів; 5 тисяч з яких двоколійні і близько 4 тисяч — електрифіковані. Розгорнута довжина головних залізниць — 18,8 тис. км, станційних і спеціальних залізниць — 6,7 тис. км.
Частина залізничної мережі на території Казахстану знаходиться в управлінні залізничних адміністрацій Російської Федерації та Киргизстану. Значення залізничного транспорту в Казахстані дуже велике. Більше 68 % всього вантажообігу і понад 57 % пасажирообігу країни припадає на частку залізниць. У залізничній галузі зайнято більше 125 тисяч осіб, що становить майже 1 % населення Казахстану.

## Схема залізниць Казахстану
|  |  |  |
|  |  |  |

## Історія

### Історія будівництва залізниць Казахстану
Вперше залізниця прошла по території сучасного Казахстану в 1893–1894 році. Це була вузькоколійна залізниця Покровська Слобода — Уральськ довжиною 369 км, з яких 113 км пролягли в Казахстані. Крім того 190 км транссибірської магістралі також пройшли через Казахстан (Петропавловськ). Але все-таки роком створення залізничного транспорту в Казахстані прийнято вважати 1904 рік, коли почалося будівництво магістралі Оренбург-Ташкент довжиною 1668 км. Уздовж залізниці виросли міста і промислові центри: Актюбінськ, Уральськ, Туркестан, Кизилорда, Аральськ тощо.
У 1914–1924 роках споруджена Семирічинська залізниця Арись-Бішкек — частина майбутнього Турксибу, у 1915 році — магістраль Челябінськ-Троїцьк-Кустанай. По казахстанській землі пролягли 122 км побудованої в 1915–1917 роках Алтайської залізниці (Новосибірськ-Семипалатинськ). Окрім цього, до 1918 р. функціонувала 117-кілометрова вузькоколійка Екібастуз-Аксу.
Загальна довжина залізниць на території Казахстану до 1918 року досягла 2 575 км.
Першим залізничним будівництвом в радянський період стала побудована в 1920–1922 роках ділянка Петропавловськ-Кокчетав. Який потім в 1926–1931 роках був продовжений через станції Курорт-Борове і Акмолінськ до Караганди, його загальна довжина перевищила 700 км. У 1924 році була створена залізничниця Кулунда-Павлодар. Для розвитку нафтопромислів Емби в 1926 році була побудована вузькоколійна залізниця Гур'єв-Доссор.
Епохальною подією стало будівництво Туркестано-Сибірської магістралі, що продовжувалося в 1927–1930 роках, протяжністю 1444 км. Вона пов'язала Казахстан з Сибіром і сприяла економічному розвитку республіки і освоєнню багатьох пустельних земель.
У 30-і роки були також побудовані ділянки: Караганда-Балхаш (490 км) (центральний Казахстан), Чимкент-Ленгер (південь Казахстану), Локоть-Защита (235 км)(Казахстанський Алтай), потім продовжена до Леніногорська і Зиряновська.
У 1936–1939 роки прокладена ділянка, за допомогою якої Казахстан став пов'язаний з Центральною Росією, — Уральськ-Ілецьк з виходом на Саратов.
У роки німецько-радянської війни продовжувалося будівництво стратегічно важливих залізниць, таких як: Гур'єв—Кандагач—Орськ (1936–1944), що зв'язала нафтопромисли Емби з Уралом і поліпшила сполучення між рядом регіонів Росії;
залізниця Акмолінськ-Картали (1939–1943), що забезпечила, зокрема, ефективну доставку вугілля Караганди на Південний Урал; ділянки Коксу-Текелі-Талдикорган і Атасу-Каражал. Протяжність казахстанських залізниць досягла 10 тисяч км. Період німецько-радянської війни відмічений і створенням на залізницях Казахстану виробничої бази по ремонту рухомого складу і шляхового господарства.

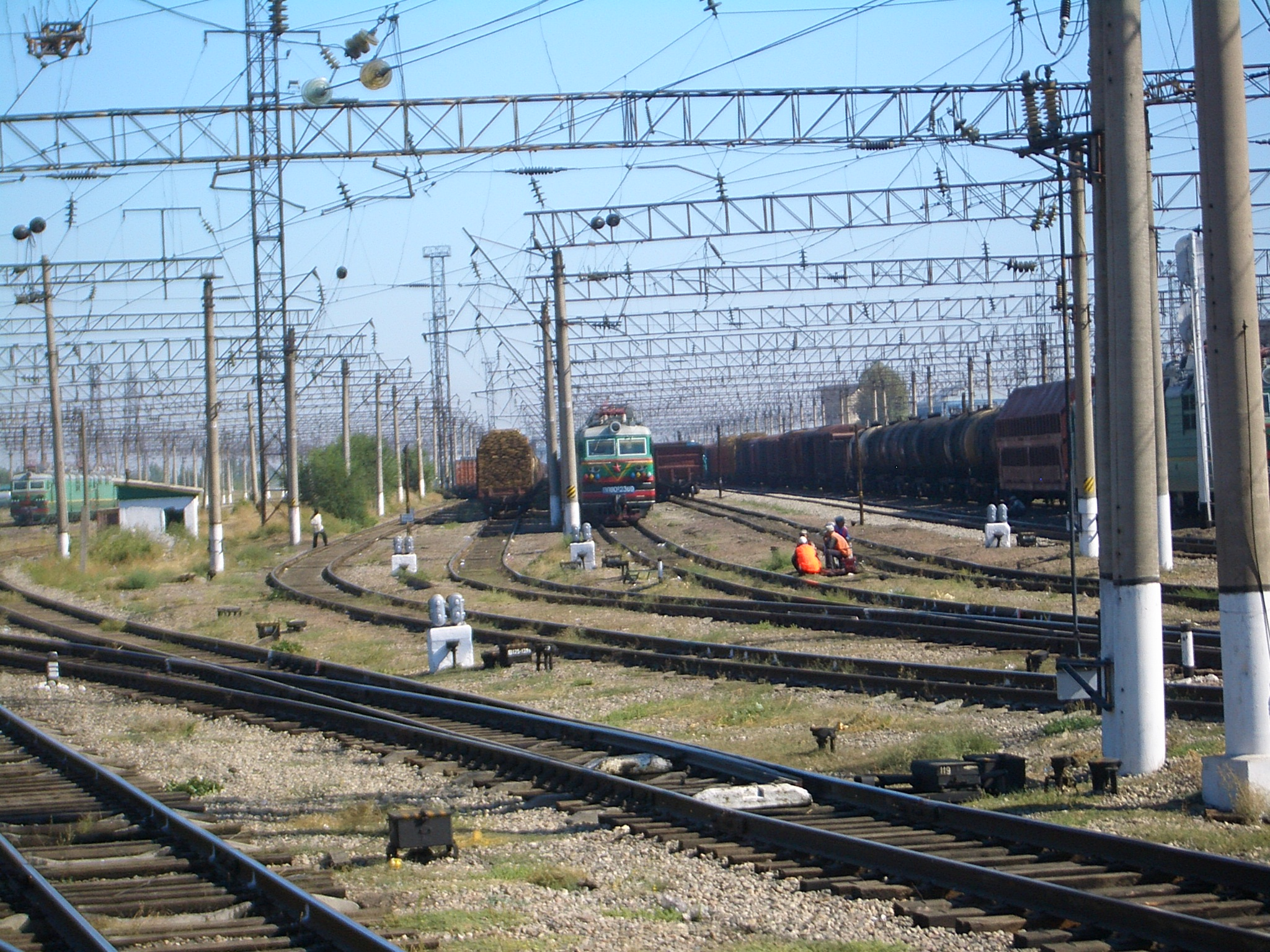
Трансказахстанська залізниця з'єднується з Турксибом біля станції Чу (Шу)

До 1950 року була побудована ділянка Моїнти-Шу (440 км). Таким чином. Транссибірська магістраль з'єдналася з Туркестано-Сибірською і утворилася перша меридіанна лінія, що пройшла через всю територію республіки, — Трансказахстанська залізниця (Петропавловськ-Кокшетау-Астана-Караганда-Берлік I). у 1950-х роках відбувалося інтенсивне будівництво залізниць в північних і центральних регіонах Казахстану.
У 1955–1961 роках створена лінія Есиль-Аркалик (224 км), до 1959 року — Кустанай-Тобол, до 1960 року — Тобол-Джетигара. За 1950-і роки щільність залізничної мережі Казахстану збільшилася удвічі. У 1960-х роках прокладені ділянки Макат-Мангишлак і Мангишлак-Узень (загальна довжина майже 900 км). У 1964 році була електрифікована перша в Казахстані ділянка залізниці (Цілиноград-Караганда). З цього почалася активна електрифікація казахстанських залізниць.
Після розпаду Радянського Союзу сполучення між окремими регіонами Казахстану ускладнилось через необхідність перетинання кордонів із сусідніми державами. Для уникнення подібних складнощів у Казахстані було побудовано три ділянки залізниць, що пролягають повністю територією республіки.
- Перша з них з'єднала в червні 2001-го року станцію Аксу зі станцією Конечна (Дегелен). 184 кілометри лінії «Аксу-Конечна» були зведені за 2,5 роки. Ця залізниця з'єднала Північ Казахстану зі Сходом.
- Друга ділянка з'єднала Північ Казахстану з його Заходом. Будівництво ділянки Хромтау — Алтинсаріно (Кустанайська область) було завершене 18 жовтня 2003 року. Довжина залізниці становить 402,5 км, станційних доріг — 40,22 км. Тут розташовано 13 станцій і роз'їздів, 11 мостів, 151 водопропускну трубу.
- Третя ділянка з'єднала Усть-Каменогорськ із станцією Шар (Турксиб), що позбавило від необхідності двічі перетинати російський кордон, оскільки раніше Східний Казахстан мав залізничне сполучення з іншими регіонами країни лише через російську станцію Локоть, тобто потяги проходили по маршруту Защита (Усть-Каменогорськ) — Локоть — Семипалатинськ. На будівництві було задіяно більше 60 підрядних організацій, укладено 153 км головного залізничного полотна і більше 14 км станційних доріг. Всього мостобудівники побудували 13 мостів, 4 шляхопроводи, 5 скотопрогонів і уклали понад 95 водопропускних труб.

### Історія структури казахстанської залізниці
19 жовтня 1940 року Постановою Ради Народних Комісаров Союзу СРСР і Центрального Комітета ВКП(б) була створена «Карагандинська залізниця», що поклала початок процесу цілеспрямованої структуризації казахської залізниці.
1 липня 1958 року утворена найбільша в СРСР «Казахська залізниця». Маючи протяжність понад 11 тисяч км, вона складалася з 15 відділень і об'єднувала всі магістралі що сполучають Казахстан з Сибіром, Уралом, Поволжжям, Киргизстаном і Середньою Азією.
У квітні 1977 року на базі «Казахської залізниці» були утворені три залізниці: «Цілинна залізниця», «Алматинська залізниця» і «Західно-Казахстанська залізниця».
Після розпаду СРСР три казахстанські залізниці були об'єднанні в республіканське державне підприємство «Қазақстан темір жолы» (в перекладі Казахстанські залізниці).
Згідно з постановою Уряду від 15 березня 2002 року № 310 "Про створення закритого акціонерного товариства "Національна компанія «Қазақстан темір жолы» на базі республіканського державного підприємства створено закрите акціонерне товариство.

## Стики
Залізниця межує на заході з Приволзькою залізницею (по станціях Озинки і Аксарайська), з півночі з Південно-Уральською залізницею, з північного сходу з Західно-Сибірською залізницею.

## Рекорди
20 лютого 1986 року в Казахстані був поставлений світовий рекорд — по «Цілинній залізниці» проведений потяг в 440 вагонів — загальною вагою 43,4 тисяч тонн і завдовжки 6,5 км.